# Sunburst flag

Versione moderna della bandiera

La Sunburst flag (cioè "bandiera del sole che esplode") è una bandiera associata al primo nazionalismo irlandese e più di recente alle giovani file dei gruppi repubblicani irlandesi, come il Na fianna Eireann. La prima volta fu utilizzata dall'Irish Republican Brotherhood. Viene ancora utilizzata dai gruppi repubblicani e dal Conradh na Gaeilge.

## Storia della bandiera
Il motivo del sole era già presente nella mitologia irlandese relativamente ai gruppi Fianna. Descritti come valorosi combattenti, che riuscivano a portare a termine molte e clamorose imprese, i Fianna si autodefinivano Gal Gréine o 
Scal Ghréine, che significa "scoppio di sole".
La bandiera fu utilizzata anche dai numerosi reparti Yankee di origini irlandesi, durante la guerra civile americana.